# 헤이든 해크니
헤이든 리스 해크니 (Hayden Rhys Hackney, 2002년 6월 26일 ~ )는 잉글랜드의 축구 선수이며, 미들즈브러에서 미드필더로 뛰고 있다.